# 야마다이정
야마다이정(일본어: 山直町)은 일본 오사카부 센난군에 설치되었던 정이다. 현재의 기시와다시에 해당한다.